# Stâncești (okręg Hunedoara)
Stâncești – wieś w Rumunii, w okręgu Hunedoara, w gminie Dobra. W 2011 roku liczyła 82 mieszkańców.